# Psychotria lundellii
Psychotria lundellii är en måreväxtart som beskrevs av Paul Carpenter Standley. Psychotria lundellii ingår i släktet Psychotria och familjen måreväxter. Inga underarter finns listade i Catalogue of Life.